# Spodnje Vetrno
Spodnje Vetrno – wieś w Słowenii, w gminie Tržič. W 2018 roku liczyła 59 mieszkańców.